# Ktezifont
Ktezifont (grčki: Ktēsiphōn, Κτησιφῶν) je bio glavni grad Sasanidskog Perzijskog Carstva u drevnoj Mezopotamiji. Ktezifont se nalazi oko 35 kilometara jugoistočno od Bagdada na lijevoj obali rijeke Tigris na nekadašnjem važnom trgovačkom putu. 

## Povijest
Grad su podigli Parti kao konkurenciju gradu Seleukiji koji se nalazio nasuprot njega na desnoj obali Tigrisa. Rimski povjesničar Amijan Marcelin (23, 6, 23) kaže da je grad osnovan u doba kralja Vardanesa (38. do oko 45. godine). No već povjesničar Tacit (Anali, 6, 44) spominje grad kao rezidenciju Tiridata III. (partskog uzurpatora koji je 36. godine privremeno zaposjeo Mezopotamiju). 
Grad (ili bolje rečeno gradovi jer su Seleukija i Ktezifont srasli) se razvio u doba Sasanida kojima je on bio glavni grad (ljeti kad je klima u Ktezifontu-Seleukiji bila neugodna selili su u druge gradove, ali on im je bio glavna rezidencija). Grad se s vremenom znatno povećao te je vjerojatno na kraju imao i oko 500 000 stanovnika. Rimljani i kasnije Bizantinci su ga više puta osvojili (zadnji put 591.), ali ga nikada nisu mogli zadržati u svojoj vlasti. 
Grad su 637. osvojili Arapi i dijelom ga uništili, ali je u doba Omejida pored grada Kufe bio središte šijita. Osnutkom Bagdada godine 762. Seleukija-Ktezifont je prepušten propadanju. 

## Arheološka iskopavanja
Iskapanja je na tom području vodilo Sveučilište Michigan 1927. – 1932. i 1936. – 1937. Pronađeno je više bogato opremljenih stambenih jedinica. Nađena su i četiri sloja iz razdoblja od oko 300. pr. Kr. do 200. godine, uz mnoge artefakte, poput »bagdadske baterije«. Iskopavanja je 1964. – 1989. nastavilo Sveučilište iz Torina. Pronađena je građevina iz doba Seleukida koja je očito služila kao arhiv. Uništili su ga Parti oko 140. godine. Također je nađeno oko 30 000 grčkih pečata. Ta su iskopavanja također pokazala da su kroz grad prolazila dva kanala, jedan u smjeru istok-zapad, a drugi u smjeru sjever-jug. 
Pronađeni su i ostaci jedne kršćanske crkve i kuća iz ranoislamskog razdoblja. 
Jedini ostatak grada koji danas postoji je ruševina palače Tak-e Kisra koju je vjerojatno dao sagraditi Hozroje I. Anuširvan. 

## Poveznice
- Opis
- Seleukija

## Vanjske poveznice
- Korisan popis literature
- Slika Ktezifonta iz zraka
- Članak o Ktezifontu (na engleskom)
- O američkim iskopavanjima (na engleskom)  Arhivirana inačica izvorne stranice od 27. svibnja 2012. (Wayback Machine)
- Članak o Seleukiji u Princeton Encyclopedia of Classical Sites

Ostali projekti
|  | Zajednički poslužitelj ima još gradiva o temi Ktezifont |